# Saint-Symphorien-sur-Saône
Saint-Symphorien-sur-Saône és un municipi francès, situat al departament de la Costa d'Or i a la regió de Borgonya - Franc Comtat. L'any 2007 tenia 340 habitants.

## Demografia

### Població
El 2007 la població de fet de Saint-Symphorien-sur-Saône era de 340 persones. Hi havia 132 famílies, de les quals 32 eren unipersonals (16 homes vivint sols i 16 dones vivint soles), 44 parelles sense fills, 48 parelles amb fills i 8 famílies monoparentals amb fills.
La població ha evolucionat segons el següent gràfic:
Habitants censats

### Habitatges
El 2007 hi havia 175 habitatges, 139 eren l'habitatge principal de la família, 29 eren segones residències i 7 estaven desocupats. 165 eren cases i 10 eren apartaments. Dels 139 habitatges principals, 113 estaven ocupats pels seus propietaris, 20 estaven llogats i ocupats pels llogaters i 6 estaven cedits a títol gratuït; 13 tenien dues cambres, 24 en tenien tres, 30 en tenien quatre i 72 en tenien cinc o més. 114 habitatges disposaven pel capbaix d'una plaça de pàrquing. A 61 habitatges hi havia un automòbil i a 70 n'hi havia dos o més.

### Piràmide de població
La piràmide de població per edats i sexe el 2009 era:
| Homes | Edats   | Dones |
| ----- | ------- | ----- |
| 0     | 95 o +  | 0     |
| 0     | 90 a 94 | 0     |
| 0     | 85 a 89 | 0     |
| 4     | 80 a 84 | 8     |
| 0     | 75 a 79 | 0     |
| 8     | 70 a 74 | 8     |
| 0     | 65 a 69 | 12    |
| 4     | 60 a 64 | 4     |
| 16    | 55 a 59 | 4     |
| 8     | 50 a 54 | 16    |
| 24    | 45 a 49 | 4     |
| 12    | 40 a 44 | 24    |
| 8     | 35 a 39 | 4     |
| 8     | 30 a 34 | 16    |
| 0     | 25 a 29 | 8     |
| 8     | 20 a 24 | 4     |
| 8     | 15 a 19 | 20    |
| 16    | 10 a 14 | 12    |
| 8     | 5 a 9   | 12    |
| 0     | 0 a 4   | 8     |

## Economia
El 2007 la població en edat de treballar era de 233 persones, 177 eren actives i 56 eren inactives. De les 177 persones actives 162 estaven ocupades (89 homes i 73 dones) i 15 estaven aturades (8 homes i 7 dones). De les 56 persones inactives 23 estaven jubilades, 13 estaven estudiant i 20 estaven classificades com a «altres inactius».

### Ingressos
El 2009 a Saint-Symphorien-sur-Saône hi havia 149 unitats fiscals que integraven 363 persones, la mediana anual d'ingressos fiscals per persona era de 17.420 €.

### Activitats econòmiques
Dels 14 establiments que hi havia el 2007, 4 eren d'empreses de fabricació d'altres productes industrials, 3 d'empreses de construcció, 1 d'una empresa de comerç i reparació d'automòbils, 1 d'una empresa de transport, 1 d'una empresa d'hostatgeria i restauració, 2 d'empreses de serveis, 1 d'una entitat de l'administració pública i 1 d'una empresa classificada com a «altres activitats de serveis».
Dels 3 establiments de servei als particulars que hi havia el 2009, 1 era una fusteria, 1 perruqueria i 1 restaurant.
L'any 2000 a Saint-Symphorien-sur-Saône hi havia 6 explotacions agrícoles que ocupaven un total de 846 hectàrees.

## Equipaments sanitaris i escolars
El 2009 hi havia una escola elemental integrada dins d'un grup escolar amb les comunes properes formant una escola dispersa.

## Poblacions més properes
El següent diagrama mostra les poblacions més properes.